# Енріке Агілар
Енріке Агілар Серменьйо (ісп. Enrique Aguilar Zermeño; нар. 1 листопада 1969, Сан-Луїс-Потосі, штат Сан-Луїс-Потосі) — мексиканський борець греко-римського стилю, срібний та бронзовий призер Панамериканських чемпіонатів, срібний призер Панамериканських ігор, срібний призер Центральноамериканських і Карибських ігор, учасник Олімпійських ігор.

## Життєпис
Боротьбою почав займатися з 1981 року.
Виступав за спортивний клуб Сан-Луїс-Потосі. Тренер — Леонід Колесник.
Після завершення кар'єри борця перейшов на тренерську роботу.

## Спортивні результати на міжнародних змаганнях

### Виступи на Олімпіадах
| Змагання                    | Збірна  | Вагова категорія                 | Місце |
| --------------------------- | ------- | -------------------------------- | ----- |
| Літні Олімпійські ігри 1996 | Мексика | греко-римська боротьба, до 48 кг | 17    |

### Виступи на Чемпіонатах світу
| Змагання                        | Збірна  | Вагова категорія                 | Місце |
| ------------------------------- | ------- | -------------------------------- | ----- |
| Чемпіонат світу з боротьби 1995 | Мексика | греко-римська боротьба, до 48 кг | 19    |

### Виступи на Панамериканських чемпіонатах
| Змагання                                   | Збірна  | Вагова категорія                 | Місце  |
| ------------------------------------------ | ------- | -------------------------------- | ------ |
| Панамериканський чемпіонат з боротьби 1992 | Мексика | греко-римська боротьба, до 48 кг | Бронза |
| Панамериканський чемпіонат з боротьби 1993 | Мексика | греко-римська боротьба, до 48 кг | Срібло |

### Виступи на Панамериканських іграх
| Змагання                  | Збірна  | Вагова категорія                 | Місце  |
| ------------------------- | ------- | -------------------------------- | ------ |
| Панамериканські ігри 1995 | Мексика | греко-римська боротьба, до 48 кг | Срібло |

### Виступи на Центральноамериканських і Карибських іграх
| Змагання                                     | Збірна  | Вагова категорія                 | Місце  |
| -------------------------------------------- | ------- | -------------------------------- | ------ |
| Центральноамериканські і Карибські ігри 1990 | Мексика | греко-римська боротьба, до 48 кг | 4      |
| Центральноамериканські і Карибські ігри 1993 | Мексика | греко-римська боротьба, до 48 кг | Срібло |

### Виступи на Чемпіонатах Центральної Америки
| Змагання                                      | Збірна  | Вагова категорія                 | Місце |
| --------------------------------------------- | ------- | -------------------------------- | ----- |
| Чемпіонат Центральної Америки з боротьби 1990 | Мексика | греко-римська боротьба, до 48 кг | 4     |

### Виступи на інших змаганнях
| Змагання                                                             | Збірна  | Вагова категорія                 | Місце  |
| -------------------------------------------------------------------- | ------- | -------------------------------- | ------ |
| Панамериканський Олімпійський кваліфікаційний турнір з боротьби 1996 | Мексика | греко-римська боротьба, до 48 кг | Срібло |